# Sant Sebastià (1480-1490)
Sant Sebastià és una talla de fusta de pi d'escultor desconegut datada entre el 1480 i 1490. Va ser adquirida pel Museu Nacional d'Art de Catalunya el 1932 de la col·lecció Plandiura.

## Descripció
Talla de Sant Sebastià en fusta de pi policromada amb restes de daurat. La figura ofereix una anatomia ben estudiada: un tronc tractat a la manera clàssica, un coll musculat i unes cames robustes; vesteix només una estreta calça curta.

## Anàlisi
Sant Sebastià era un centurió de l'exèrcit romà nascut a les Gàl·lies, que fou denunciat per exhortar dos companys a mantenir-se ferms en la fe cristiana. A causa d'això, per ordre de l'emperador Dioclecià se'l va intentar ajusticiar sense èxit. Fou lligat a un pal en el centre del Camp de Mart a Roma, i va servir de diana per als arquers. En l'art del renaixement italià, amb la glorificació del cos humà, el turment del sant fou un tema molt utilitzat, i es va convertir en un pretext per representar la tipologia pagana de l'Apol·lo despullat.
La seva presència física en l'espai és enorme i, d'altra banda, l'estretor de la calça curta pot fer pensar en una obra executada en el centre-nord d'Itàlia (Bolonya, Ferrara o Venècia) a l'últim quart del segle xv, per un escultor que coneix els models toscans de l'època. En aquest context, es podrien tenir presents imatges pictòriques d'una cultura artística propera, com el Sant Sebastià d'Antonello da Messina, de 1475 i conservat a la Gemäldegalerie Alte Meister de Dresden, una peça que respira la confluència del detallisme de l'art llombard i l'estil contingut de Piero della Francesca.